# Ecteinascidia diligens
Ecteinascidia diligens är en sjöpungsart som beskrevs av Sluiter 1900. Ecteinascidia diligens ingår i släktet Ecteinascidia och familjen Perophoridae. Inga underarter finns listade i Catalogue of Life.